# Patrice Bernier
Patrice Bernier (Brossard, 23 de setembro de 1979) é um ex-futebolista do Canadá que atuava como volante. Atualmente, é auxiliar-técnico no Montreal Impact.

## Carreira
Bernier, que na época em que estudava na Universidade de Syracuse (estado de Nova Iorque)  defendeu o Syracuse Orange entre 1998 e 1999, iniciou a carreira profissional no Montreal Impact neste último ano - além do futebol, teve experiências como jogador de hóquei, porém foi impeadido de jogar por sua baixa estatura.
Entre 2003 e 2011, jogou por clubes da Noruega (Moss, Tromsø e Lyngby), Dinamarca (Nordsjælland) e Alemanha (Kaiserslautern), antes de voltar ao Impact em 2012, quando a equipe foi admitida na Major League Soccer. Encerrou sua carreira aos 38 anos, na derrota por 1 a 0 para o New England Revolution, passando a integrar a comissão técnica em 2018, sendo auxiliar-técnico tanto da equipe principal quanto do Montreal Impact Academy (clube-satélite).

### Seleção do Canadá
Atuou na Seleção do Canadá entre 2003 e 2017, com 56 partidas disputadas e 2 gols.[carece de fontes?] Pelos Canucks, atuou em 4 edições da Copa Ouro da CONCACAF (2005, 2007, 2009 e 2017, onde foi o capitão). Seu último jogo foi nas quartas-de-final da Copa Ouro de 2017, quando o Canadá foi eliminado pela Jamaica (vitória dos Reggae Boys por 2 a 1).

## Títulos
Nordsjælland
- Copa da Dinamarca: 2 (2009–10 e 2010–11)

Montreal Impact
- Campeonato Canadense: 2 (2013 e 2014)